# Vitrac-sur-Montane
Vitrac-sur-Montane é uma comuna francesa na região administrativa da Nova Aquitânia, no departamento de Corrèze. Estende-se por uma área de 27,24 km². Em 2010 a comuna tinha 275 habitantes (densidade: 10,1 hab./km²).